# ユー・エム・シー・エレクトロニクス
ユー・エム・シー・エレクトロニクス株式会社は、埼玉県上尾市に本社を置く、電子回路基板の実装ならびに加工組立製造・開発をメーカーから受託するEMSである。

## 概要
神奈川県川崎市（現・川崎市川崎区）でクリスマス電球の色付け・製造組立を開始したのが始まり。電卓のOEM等を経て、電子機器の受託製造を開始した。
2000年に内山茂樹が社長に就任すると、初の海外拠点である中国に進出。以降、ベトナム（2008年）、タイ（2011年）と海外展開を進め、第二の創業期を迎えた。
2013年の豊田自動織機との資本提携、2015年のNOKとの資本提携等、自動車関連業界とつながりが強く、車載機器関連のウェイトが高い。また、2018年には日立製作所とITプロダクツ分野（サーバ・ストレージ・ネットワーク機器）でのモノづくり強化協業を発表。
2016年に東証1部上場するも、2019年に東証より特設注意市場銘柄に指定される。
2021年に事業再生ADRが成立。同年3月30日に豊田自動織機、アイシン精機（現・アイシン）、ネクスティ エレクトロニクスのトヨタグループ3社に対する第三者割当増資が実行され、豊田自動織機、アイシン精機、ネクスティ エレクトロニクスのトヨタグループ3社による出資比率が、3社合計で過半数となった。

## 沿革
- 1968年 - 株式会社内山製作所として設立。
- 1988年 - 埼玉県大宮市（現・さいたま市見沼区）に大宮工場を新設。
- 1991年 - 商号をユー・エム・シー・エレクトロニクス株式会社に変更（Uchiyama Manufacturing Creativeの頭文字に由来）。
- 1992年 - 埼玉県上尾市に上尾工場を新設。
- 1994年 - 埼玉県上尾市に大宮工場を移設、本社工場として稼働開始。
- 2000年 - UMC Electronics Hong Kong Limited（香港）を設立。
- 2004年
  - UMC Electronics (Shenzhen) Co., Ltd（深圳）を設立。
  - UMC Electronics (Dongguan) Co., Ltd（東莞）を設立。
- 2005年
  - 宮崎工場（宮崎県都城市）を新設。
  - 本社工場に物流センターを新設。
- 2006年 - UMC Electronics Vietnam Limited（ベトナム）を設立。
- 2011年 - UMC Electronics (Thailand) Limited（タイ）を設立。
- 2013年
  - 豊田自動織機と資本・業務提携。
  - 東京センチュリーリース（現・東京センチュリー）からの出資を受ける。
  - UMC Electronics Europe GmbH（ヨーロッパ・ドイツ営業拠点）を設立。
- 2015年 - NOKグループと資本・業務提携。
- 2016年
  - 東京証券取引所一部市場に株式を上場。
  - UMC Electronics Mexico, S.A. de C.V.（メキシコ）を設立。
  - 中国の生産拠点を東莞地区、橋頭地区の二ヵ所に集約。
- 2017年
  - 武漢営業所開設。
  - 米国・シカゴに販売子会社設立。
  - 佐賀工場（佐賀県神埼市）を新設。
- 2018年
  - 日立製作所とモノづくり強化協業で基本合意。日立側のサーバー、ストレージ、ネットワーク機器の製造子会社である日立情報通信マニュファクチャリング株式会社の株式と関連する製造資産、土地、建物を取得。その後、日立情報通信マニュファクチャリングは「UMC・Hエレクトロニクス株式会社」に社名変更。
  - 上場後初となる公募増資（約83億円）を実施。
- 2019年
  - 中国連結子会社における不適切な会計処理について、外部調査委員会が設置される。その後、報告書を公表。
  - 12月19日 - 東京証券取引所が、内部管理体制が不十分であるとして当社株式を特設注意市場銘柄に指定[6]。
- 2020年
  - 監査等委員会設置会社に移行。新経営体制発足。
  - UMC Electronics Mexico, S.A. de C.V.（メキシコ）及び米国販売子会社の解散を決定。
  - 豊田自動織機、アイシン精機（現・アイシン）、ネクスティ エレクトロニクスと資本・業務提携。事業再生ADRを申請[7]。
- 2021年 - 事業再生ADRが成立[8]。東京証券取引所が、特設注意市場銘柄の指定を解除[9]。
- 2024年 - 名古屋証券取引所メイン市場に上場[10]。

## 事業分野
電子回路基板の実装（電子部品の搭載・はんだ付け）、加工組立製造・開発を、自動車・産業機器業界等のメーカーから受託するEMS（エレクトロニクス マニュファクチャリング サービス）事業。

## 拠点
- 国内

（製造拠点）埼玉、宮崎、佐賀
（販売拠点）埼玉、宮崎、静岡、名古屋、大阪
- 海外

（製造拠点）中国（東莞工場、橋頭工場）、ベトナム、タイ、メキシコ
（販売拠点）中国（東莞工場、橋頭工場、武漢営業所）、ベトナム、タイ、ドイツ、アメリカ（シカゴ）

## 連結子会社

### 日本国内
- UMC・Hエレクトロニクス株式会社 - 旧・日立情報通信マニュファクチャリング株式会社
- UMCジャストインスタッフ株式会社

### 海外
- UMC Electronics Hong Kong Limited（香港）
- UMC Electronics (Dongguan) Co., Ltd.（東莞）
- UMC Dongguan Plastics Co., Ltd.（東莞）
- UMC Electronics Manufacturing (Dongguan) Co., Ltd.（東莞）
- UMC Electronics Vietnam Limited（ベトナム）
- UMC Electronics (Thailand) Limited（タイ）
- UMC Electronics Europe GmbH（ドイツ）
- UMC Electronics Mexico, S.A. de C.V.（メキシコ）
- UMC Electronics North America, Inc (アメリカ)